# Gianni Celeste & Friends
Gianni Celeste & Friends è una raccolta del cantante italiano Gianni Celeste, pubblicata nel 2009.
L'album contiene 14 brani duettati in passato con vari artisti della musica napoletana.

## Tracce
1. Cchiù 'e vint'anne fà (feat. Corrado)
2. You make me feel brand new (feat. Gianni Vezzosi e Massimo)
3. 'A mugliere 'e nate (feat. Gianni Luna)
4. Aiutame tu (feat. Gianni Luna)
5. Ormai sò abbandonato (feat. Massimo)
6. Doppio tradimento (feat. Francesco Marzio)
7. Meridionale (feat. Gianni Luna)
8. Tacchi a spillo (feat. Massimo)
9. Figlio 'e carcerato (feat. Cristian Prestieri)
10. Succede (feat. Massimo)
11. Adda durà cchiù 'e tre mise (feat. Mimmo Dani)
12. Vite perdute (feat. Massimo)
13. Siamo uomini (feat. Massimo)
14. Che pozze fà (feat. Tony Colombo)